# Abramis
Pour les articles homonymes, voir Brème.
Cet article possède un paronyme, voir Abrami.
Genre
Abramis (les brèmes) est un genre de poissons d'eau douce appartenant à la famille des Cyprinidae.

## Étymologie
Le nom de ce genre dérive du grec αβραμίς, « brème ou mulet ».

## Liste des espèces
Selon FishBase (14 fev. 2016) :
- Abramis brama (Linnaeus, 1758)

Selon World Register of Marine Species (14 fev. 2016) :
- Abramis brama (Linnaeus, 1758)
- Abramis parsa
- Abramis sapa (Pallas, 1814) - appartient au genre Ballerus selon FishBase

## Risques sanitaires, écotoxicologie
Dans une eau polluée, la brème fait partie des poissons bioaccumulateurs. 
En raison de sa propension à bioconcentrer les métaux lourds, certains métalloïdes ou des polluants peu biodégradables tels que les PCB, furanes ou dioxines, ce poisson peut dans certains cours d'eau pollués être durablement ou provisoirement interdit de pêche, de détention et de toute commercialisation.